# Język silbo

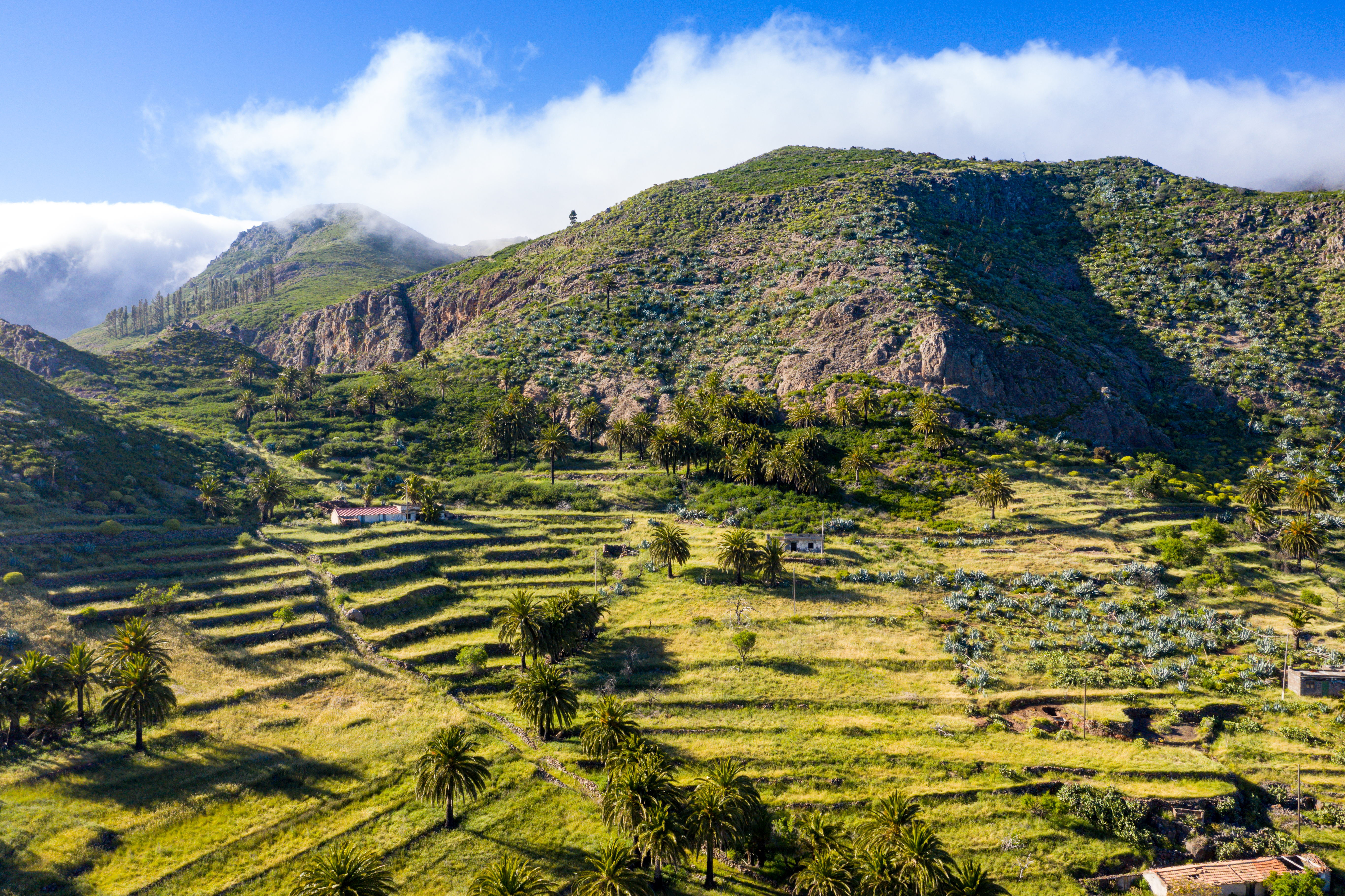
Doliny Gomery

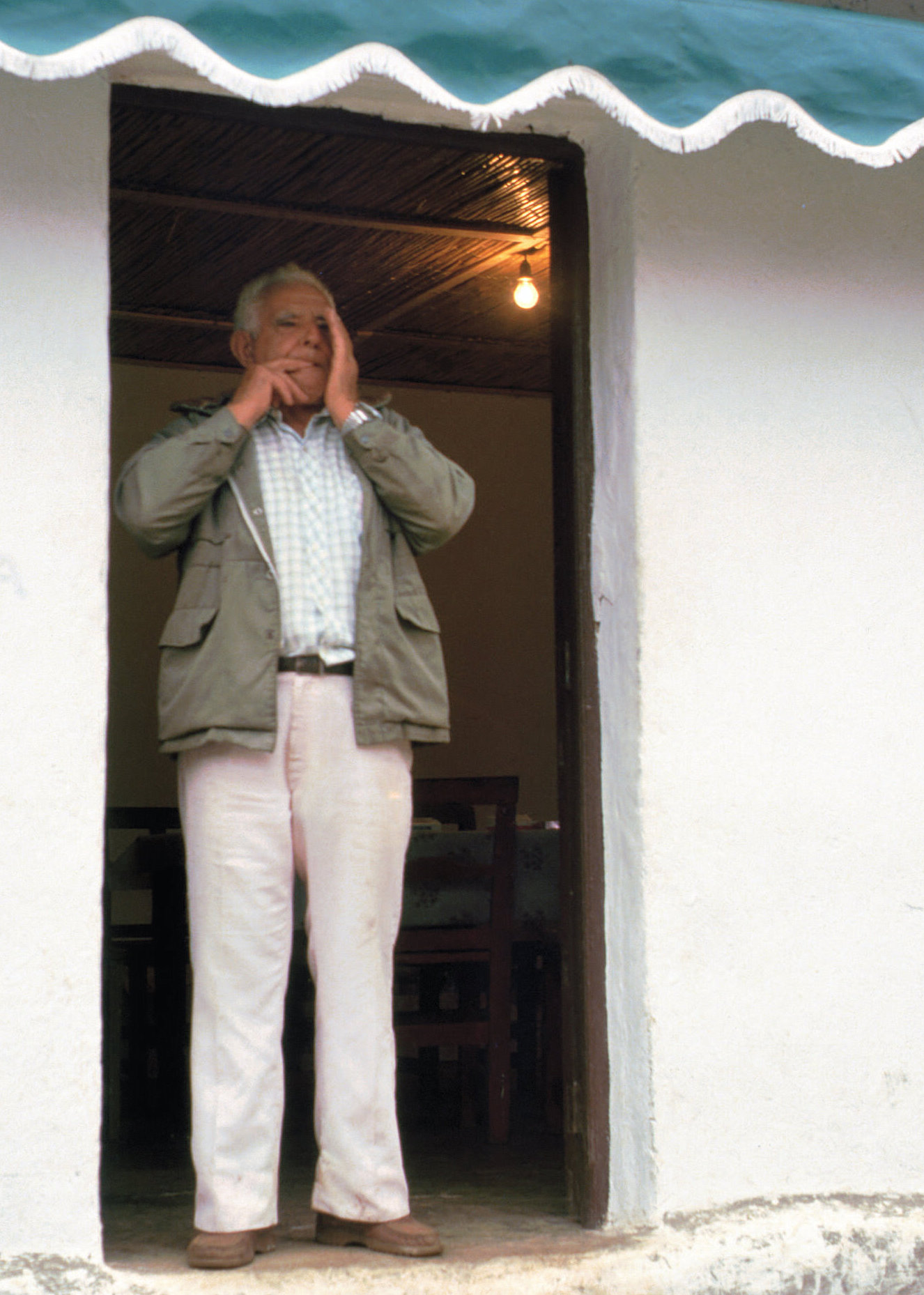
Mężczyzna komunikujący się w silbo

Silbo gomero, także: el silbo (hiszp. silbar „gwizdać”) – język gwizdów używany przez mieszkańców wyspy Gomera (Wyspy Kanaryjskie) do porozumiewania się na duże odległości w trudno dostępnych dolinach górskich i jarach (hiszp. barrancos). Użytkownik tego języka nazywany jest silbador. Silbo jest gwizdaną formą lokalnego dialektu języka hiszpańskiego; brzmienie słów jest naśladowane za pomocą gwizdanych dźwięków o różnej wysokości.
W 2009 roku język gwizdów silbo gomera został wpisany na listę niematerialnego dziedzictwa UNESCO.

## Historia
XV-wieczne teksty dokumentujące podbój Wysp Kanaryjskich przez Jeana de Béthencourta zawierają pierwsze wzmianki o języku gwizdów używanym przez Guanczów zamieszkujących wyspę La Gomerę. Hiszpańscy osadnicy przejęli zastosowanie języka gwizdów dla języka hiszpańskiego. W okresach represji język silbo umożliwiał tajną komunikację. 
W latach 50. XX wieku wraz z rozbudową infrastruktury drogowej i telefonicznej silbo zaczęło tracić na znaczeniu. Ponadto trudne warunki ekonomiczne spowodowały, że wiele osób posługujących się silbo wyemigrowało z wyspy. Znajomość silbo zaczęła zanikać. Aby zapobiec całkowitemu wymarciu silbo, w 1999 roku władze Gomery wprowadziły do szkół podstawowych i średnich jego obowiązkową naukę. 
Poza Gomerą język gwizdany stosowany był na innych wyspach archipelagu, np. na El Hierro do lat 30. XX wieku. Nie wiadomo jednak czy był to osobny język mieszkańców El Hierro czy też migrantów z Gomery. 

## Opis
Różnej wysokości gwizdy naśladują brzmienie słów lokalnego dialektu języka hiszpańskiego. Język używany jest do porozumiewania się na duże odległości w trudno dostępnych dolinach górskich – średni dystans to 5 km, a przy sprzyjających warunkach najlepsi potrafią przekazać informacje na odległość 8 km. Użytkownik tego języka nazywany jest silbador.
Językoznawca Ramón Trujillo stwierdził w roku 1978, że silbo ma tylko 2 samogłoski i 4 spółgłoski. Samogłoski mogą być wysokie lub niskie, a spółgłoski mogą być wznoszące lub opadające w linii melodycznej, która jest przerywana lub ciągła.
| Wysokość dźwięku | Zapis | Samogłoski w języku hiszpańskim |
| ---------------- | ----- | ------------------------------- |
| Wysoki           | /i/   | /i/ i /e/                       |
| Niski            | /a/   | /a/, /o/, /u/                   |

| Wysokość dźwięku  | Zapis | Spółgłoski w języku hiszpańskim          |
| ----------------- | ----- | ---------------------------------------- |
| Wysoki ciągły     | /y/   | /l/, /ll/, /n/, /ñ/, /r/, /rr/, /d/, /y/ |
| Wysoki przerywany | /ch/  | /ch/, /t/, /s/                           |
| Niski ciągły      | /g/   | /g/, /b/, /m/, /y/, /h/                  |
| Niski przerywany  | /k/   | /k/ i /p/                                |

Manuel Carreiras i David Corina potwierdzili w latach 2004 i 2005, że język gwizdany jest percypowany przez mózg silbadorów w taki sam sposób jak inne języki mówione.